# Pierre Chaunu
Pierre Chaunu (17. srpna 1923, Belleville-sur-Meuse – 22. října 2009, Caen) byl francouzský historik, specializovaný na španělskou Ameriku, sociální a náboženské dějiny Francie v 15.–18. století, protestant. Věnoval se zejména kvantitativní a seriální historii.

## Dílo
- Seznam děl v Souborném katalogu ČR, jejichž autorem nebo tématem je Pierre Chaunu
- Histoire de l'Amérique latine, Paris, PUF, "Que sais-je ?", 1949. Réédition en 2009.
- Séville et l'Atlantique (1504-1650), Paris, SEVPEN, 12 sv., 1955–1960.
- Les Philippines et le Pacifique des Ibériques, Paris, SEVPEN, 2 sv., 1960–1966.
- L'Amérique et les Amériques de la préhistoire à nos jours, Paris, Armand Colin, 1964.
- La Civilisation de l'Europe classique, Paris, Arthaud, 1966.
- L'Expansion européenne du XIIIe et XVe siècles, Paris, PUF, 1969.
- Conquête et exploitation des nouveaux mondes, Paris, PUF, 1969.
- La Civilisation de l'Europe des Lumières, Paris, Arthaud, 1971.
- L'Espagne de Charles Quint, Paris, SEDES, 2 volumes, 1973.
- Démographie historique et système de civilisation, Rome, EFR, 1974.
- Histoire, science sociale, Paris, SEDES, 1974.
- Le Temps des Réformes, Paris, Fayard, 1975.
- De l'histoire à la prospective, Paris, Robert Laffont, 1975.
- Les Amériques, XVIe et XVIIIe siècles, Paris, Armand Colin, 1976.
- Séville et l'Amérique aux aux XVIe et XVIIIe siècles, Paris, Flammarion, 1977.
- La Mort à Paris ((XVIe et XVIIe siècles), Paris, Fayard, 1978.
- Histoire quantitative, histoire sérielle, Paris, Armand Colin, 1978.
- Le sursis, Paris, Robert Laffont, 1978
- La France ridée,Paris, Pluriel, 1979
- Un futur sans avenir, Histoire et population, Calmann-Lévy,1979
- Histoire et imagination. La transition, Paris, PUF, 1980.
- Église, culture et société. Réforme et Contre-Réforme (1517–1620), Paris, SEDES, 1980.
- Histoire et décadence, Paris, Perrin, 1981.
- La France, Paris, Robert Laffont, 1982.
- Pour l'histoire, Paris, Perrin, 1984.
- L'Aventure de la Réforme. Le monde de Jean Calvin, Paris, Desclée de Brouwer, 1986. (česky) Dobrodružství reformace. Svět Jana Kalvína, Brno, CDK 2001, ISBN 80-85959-84-4.
- Apologie par l'histoire, Paris, Œil, 1988.
- Le Grand Déclassement, Paris, Robert Laffont, 1989.
- Reflets et miroir de l'histoire, Economica, Paris, 1990
- s Ernestem Labroussem, Histoire économique et sociale de la France. Tome 1, 1450–1660, PUF, "Quadrige", 1993.
- Colomb ou la logique de l'imprévisible, Paris, F. Bourin, 1993.
- v kolektivu, Baptême de Clovis, baptême de la France, Paris, Balland, 1996.
- v kolektivu, Le Basculement religieux de Paris au XVIIIe siècle, Paris, Fayard, 1998.
- s Michèle Escamilla, Charles Quint, Paris, Fayard, 2000.
- s Jacquesem Renardem, La femme et Dieu, Paris, Fayard, 2001
- s Huguette Chaunuovou et Jacquesem Renardem, Essai de prospective démographique, Paris, Fayard, 2003
- Des curés aux entrepreneurs : la Vendée au XXe siècle, Centre Vendéen de Recherches Historiques, 2004.
- Le livre noir de la Révolution Française, Cerf, 2008

## Ocenění
- 1982 – Grand prix Gobert za Histoire et décadence